# Hendrik VII Reuß

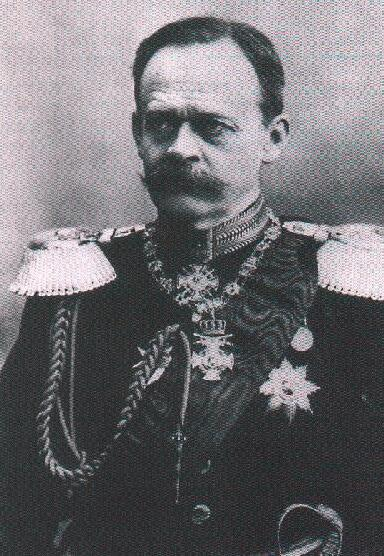
Hendrik VII Reuß-Köstritz

 Hendrik VII Reuss-Köstritz (Klipphausen, 14 juli 1825 — Trzebiechów , 2 mei 1906) was een Duitse diplomaat. 
Hendrik VII is in 1825 als vijfde kind en derde zoon van Hendrik LXIII en Eleonore van Stolberg-Wernigerode (1801-1827) geboren. Van 1845 tot 1848 studeerde hij rechtswetenschappen in Heidelberg en Berlijn. Hij begon zijn diplomatieke loopbaan in 1853. 
Op 5 februari 1868 werd hij door Wilhelm I van Duitsland, toen nog koning van Pruisen, benoemd als buitengewoon gezant en gevolgmachtigd minister van de Noord-Duitse Bond aan het Russische hof. Op 26 april 1871 werd hij benoemd tot eerste ambassadeur van het Duitse Keizerrijk in Sint-Petersburg. 
Tussen 1873 en 1876 diende hij keizer Wilhelm I als generaal-adjudant, waarna hij in 1876 trouwde met Marie van Saksen-Weimar-Eisenach, de oudste dochter van Karel Alexander van Saksen-Weimar-Eisenach en Sophie van Oranje-Nassau. In 1877 werd hij benoemd tot ambassadeur in Constantinopel en al een jaar later in Wenen. Vanaf 1894 woonde Hendrik op het slot in Trebschen (tegenwoordig Trzebiechów) waar hij in 1906 overleed.

## Kinderen
1. Hendrik (16 januari 1877 - 16 januari 1877)
2. Hendrik XXXII (Heino) (4 maart 1878 - 6 mei 1935); trouwde op 19 mei 1920 met Marie Adelheid van Lippe, (30 augustus 1895 - Tangstedt 25 december 1993). Zij hadden geen kinderen.
3. Hendrik XXXIII (Henry) (26 juli 1879 - 15 november 1942); trouwde (1) op 17 mei 1913 met Victoria van Pruisen (17 april 1890 - 9 september 1923), trouwde (2) op 10 april 1929 met Allene Tew (7 juli 1876 - 1 mei 1955).
4. Johanna (8 juni 1882 - 15 juni 1883);
5. Sophie Renate (27 juni 1884 - 19 januari 1968); trouwde op 12 december 1909 met Hendrik van Reuss (4 juni 1887 - 30 april 1956).
6. Hendrik XXXV (Enrico) (1 augustus 1887 - 17 januari 1936); trouwde op 20 april 1911 met en gescheiden in 1921 van Marie van Saksen-Altenburg (6 juni 1888 - 12 november 1947); trouwde (2) op 12 april 1921 met en in 1923 gescheiden van Marie Adelheid van Lippe (30 augustus 1895 - 25 december 1993).